# アセトニトリル
アセトニトリル（英: acetonitrile）は有機溶媒の一種で、最も単純なニトリルである。IUPAC系統名としてエタンニトリル (ethanenitrile)、シアン化メチル (methyl cyanide) シアノメタン (cyanomethane) と表記できる。消防法に定める第4類危険物 第1石油類に該当する。

## 性質
引火点 2 ℃（密閉式） の可燃性の無色の液体である。エーテルの様な独特の臭気を持ち、大きな誘電率 37.5 (20 °C) を持つ。非プロトン性極性溶媒で、水と任意の割合で混合する。多くの有機溶媒とも混合するが、石油エーテル（ペンタン・ヘキサン）などのパラフィン系溶媒とは分離する。

## 製法
工業的にはソハイオ法により、プロピレンとアンモニアと酸素からアクリロニトリルを製造する際の副産物として得られる。アクリロニトリルを 100 L 製造するとき、2〜4 L のアセトニトリルが共に得られる。
実験室的にはアセトアミドCH3CONH2を五酸化二リンP2O5で脱水したり、硫酸ジメチルとシアン化カリウムを反応させたり、ハロゲン化メチルにシアン化ナトリウムを反応させれば（下式）アセトニトリルが得られるが、通常は市販品を入手する。
{\displaystyle {\ce {3CH3CONH2 + P2O5 -> 3CH3CN + 2H3PO4}}}
{\displaystyle {\ce {(CH3)2SO4 + 2KCN -> 2CH3CN + K2SO4}}}
{\displaystyle {\ce {CH3Cl + NaCN -> CH3CN + NaCl}}}

## 反応性
加水分解するとアセトアミドを経由して酢酸とアンモニアに分解される。
{\displaystyle {\ce {CH3CN + H2O -> CH3CONH2}}}
{\displaystyle {\ce {CH3CONH2 + H2O -> CH3COO- + NH4+ <=> CH3COOH + NH3}}}
還元されるとエチルアミン (CH3CH2NH2) を生じる。
{\displaystyle {\ce {CH3CN + 2H2 -> CH3CH2NH2}}}
遷移金属に対し配位子としてはたらき、錯体をつくる。またその配位性により、ヨウ化銅(I) など、難溶性の金属塩を溶かす場合がある。塩化パラジウム(II)に配位した場合を以下に示す。
{\displaystyle {\ce {PdCl2 + 2 CH3CN -> PdCl2(CH3CN)2}}}

## 用途
無機塩の非水溶媒あるいは化学工業製品の原料や分析化学用の溶媒として用いられる。また、近紫外領域の吸収が小さいため紫外吸光分析の溶媒としても使用される。その他、極性溶媒であり水と任意の割合で混合するので、実験室では逆相クロマトグラフィーや高速液体クロマトグラフィー (HPLC) の移動相としても汎用される。

## 毒性
毒性は無機シアン化合物に比べると桁違いに低いものの、日本では毒物及び劇物取締法の劇物に指定されている。しかし含有率が40%以下の製剤は2010年に劇物指定解除となっている。またPRTR法による規制化合物でもある。吸入あるいは皮膚より速やかに吸収され、皮膚または目がアセトニトリルにさらされると炎症を引き起こすことがある。また、生体内で一部のアセトニトリルがシトクロムP450という酵素により代謝されると無機シアンを生じる。したがって誤飲するような量を摂取すると無機シアンと同様な急性毒性が発現する。なお、半数致死量 LD50=2450mg/kg (ラット・経口)である。これは成人男性(70kg)なら約170gに相当する。

## 生産の状況
前述の通り、アセトニトリルは工業的にアクリロニトリル製造の際の副産物として生産されているため、世界的不況の深刻化により自動車産業が停滞、アクリロニトリルの需要が減少した2008年後半には世界的な品薄状態に陥り、価格が高騰した。そのため、高純度かつ均一な化合物を必要とする研究開発において、HPLC による分離精製に支障をきたす等の問題が発生した。これに対応する手段としてアジレント・テクノロジーでは分離を阻害しないカラム内径、長さを小さくする方法やメタノールを移動相として使用する方法も紹介している。

## その他
1995年3月20日の地下鉄サリン事件の際、中野坂上駅で不審な液体を分析した東京消防庁西新宿化学機動中隊のガス分析装置には、当時、サリンのデータがインプットされていなかったこともあり「アセトニトリル検出」の報告がされた。築地、本郷三丁目、中野坂上の3駅で検出されており、捜査一課や専門家は、アセトニトリルにサリンを溶かし込んだ可能性があると見ている。